# Gammarus
Gammarus là một chi tôm trong họ Gammaridae

## Các loài
- Gammarus abscisus G. Karaman, 1973
- Gammarus abstrusus Hou, Platvoet & Li, 2006
- Gammarus acalceolatus Pinkster, 1970
- Gammarus accolae G. Karaman, 1973
- Gammarus accretus Hou & Li, 2002
- Gammarus acherondytes Hubricht & Mackins, 1940
- Gammarus aequicauda (Martynov, 1931)
- Gammarus agrarius G. Karaman, 1973
- Gammarus albimanus G. Karaman, 1968
- Gammarus alsaticus Van Straelen, 1924†
- Gammarus anatoliensis Schellenberg, 1937
- Gammarus angulatus (Martynov, 1930)
- Gammarus angusticoxalis Martynov, 1935
- Gammarus annandalei (Monod, 1924)
- Gammarus annulatus Smith, 1873
- Gammarus anodon Stock, Mirzajani, Vonk, Naderi & Kiabi, 1998
- Gammarus aoculus Hou & Li, 2003
- Gammarus araxenius Derzhavin, 1938
- Gammarus arduus G. Karaman, 1975
- Gammarus argaeus Vávra, 1905
- Gammarus bakhteyaricus Khalayi-Pirbalanty & Sari, 2004
- Gammarus balcanicus Schaferna, 1922
- Gammarus barnaulensis Schellenberg, 1937
- Gammarus baysali Özbek et al., 2013
- Gammarus belli G. Karaman, 1984
- Gammarus bergi Martynov, 1930
- Gammarus birsteini Karaman & Pinkster, 1977
- Gammarus bosniacus Schäferna, 1922
- Gammarus bousfieldi Cole & Minckley, 1961
- Gammarus brevicornis (Martynov, 1935)
- Gammarus brevipodus Hou, Li & Platvoet, 2004
- Gammarus breviramus Bousfield & Elwood, 1971
- Gammarus bucharensis Martynov, 1935
- Gammarus caparti Petre-Stroobants, 1981
- Gammarus caucasicus Martynov, 1932
- Gammarus caudisetus Viviani, 1805
- Gammarus chaohuensis Hou & Li, 2002
- Gammarus chevreuxi Sexton, 1913
- Gammarus chimkenti G. Karaman, 1984
- Gammarus chostensis Martynov, 1932
- Gammarus cohabitus Hosinger, Shafer, Fong & Culver, 2008
- Gammarus comosus Hou, Li & Gao, 2005
- Gammarus craspedotrichus Hou & Li, 2002
- Gammarus crenulatus G. S. Karaman & Pinkster, 1977
- Gammarus crinicaudatus Stock, Mirzajani, Vonk, Naderi & Kiabi, 1998
- Gammarus crinicornis Stock, 1966
- Gammarus crispus Martynov, 1932
- Gammarus curvativus Hou & Li, 2003
- Gammarus dabanus Tachteew & Mekhanikova, 2000
- Gammarus daiberi Bousfield, 1969
- Gammarus decorosus Meng, Hou & Li, 2003
- Gammarus denticulatus Hou, Li & Morino, 2002
- Gammarus desperatus Cole, 1981
- Gammarus dorsosetosus Mateus & Mateus, 1990
- Gammarus duebeni Liljeborg, 1852
- Gammarus dulensis S. Karaman, 1929
- Gammarus edwardsi Bate, 1862
- Gammarus effultus G. Karaman, 1975
- Gammarus electrus Hou & Li, 2003
- Gammarus elevatus Hou, Li & Morino, 2002
- Gammarus elvirae Iannilli & Ruffo, 2002
- Gammarus emeiensis Hou, Li & Koenemann, 2002
- Gammarus fasciatus Say, 1818
- Gammarus finmarchicus Dahl, 1938
- Gammarus flabellifera Stimpson, 1856
- Gammarus fluviatilis Milne-Edwards, 1840†
- Gammarus fontinalis Costa, 1883
- Gammarus fossarum Koch, 1836
- Gammarus frater Karaman & Pinkster, 1977
- Gammarus frigidus Hou & Li, 2004
- Gammarus galgosensis Lee & Kim, 2004
- Gammarus galgosensis Lee & Kim, 1980
- Gammarus gauthieri (S. Karaman, 1935)
- Gammarus glabratus Hou & Li, 2003
- Gammarus goedmakersae G. S. Karaman & Pinkster, 1977
- Gammarus gracilis Martynov, 1935
- Gammarus gregoryi Tattersall, 1924
- Gammarus halilicae G. Karaman, 1969
- Gammarus hegmatanensis Hekmatara, Sari & Baladehi, 2011[2]
- Gammarus hirsutus Martynov, 1935
- Gammarus hongyuanensis Barnard & Dai, 1988
- Gammarus hoonsooi Lee, 1986
- Gammarus hyalelloides Cole, 1976
- Gammarus ibericus Margalef, 1951
- Gammarus inaequicauda Stock, 1966
- Gammarus inberbus Karaman & Pinkster, 1977
- Gammarus inopinatus Mateus & Mateus, 1990
- Gammarus insensibilis Stock, 1966
- Gammarus italicus Goedmakers & Pinkster, 1977
- Gammarus izmirensis Özbek, 2007
- Gammarus jacksoni Morino & Whitman, 1995
- Gammarus jaspidus Hou & Li, 2004
- Gammarus jenneri Bynum & Fox, 1977
- Gammarus kamtschaticus Tzvetkova, 1972
- Gammarus kasymovi Aliev, 1997
- Gammarus katagani Özbek, 2012
- Gammarus kesanensis Özbek & Camur-Elipek, 2010
- Gammarus kesslerianus Martynov, 1931
- Gammarus kischineffensis Schellenberg, 1937
- Gammarus komareki (Schaferna, 1922)
- Gammarus korbuensis Martynov, 1930
- Gammarus koshovi Bazikalova, 1946
- Gammarus kyonggiensis Lee & Seo, 1990
- Gammarus laborifer Karaman & Pinkster, 1977
- Gammarus lacustris G. O. Sars, 1864
- Gammarus lasaensis Barnard & Dai, 1988
- Gammarus laticoxalis Karaman & Pinkster, 1977
- Gammarus lawrencianus Bousfield, 1956
- Gammarus lecroyae Thoma & Heard, 2009
- Gammarus ledoyeri G. Karaman, 1987
- Gammarus lepoliensis Jazdzewski & Konopacka, 1989
- Gammarus lichuanensis Hou & Li, 2002
- Gammarus limnaeus S. I. smith, 1874
- Gammarus lobifer Stock, Mirzajani, Vonk, Naderi & Kiabi, 1998
- Gammarus locusta (Linnaeus, 1758)
- Gammarus longipedis Karaman & Pinkster, 1987
- Gammarus longisaeta Lee & Seo, 1992
- Gammarus lophacanthus Hou & Li, 2002
- Gammarus lordeganensis Khalayi-Pirbalanty & Sari, 2004
- Gammarus lychnidensis Schellenberg, 1943
- Gammarus macedonicus G. Karaman, 1976
- Gammarus madidus Hou & Li, 2005
- Gammarus marmouchensis Fadil, 2006
- Gammarus maroccanus Fadil & Dakki, 2001
- Gammarus martensi Hou & Li, 2004
- Gammarus matienus Derzhavin, 1938
- Gammarus miae Mateus & Mateus, 1990
- Gammarus microps Pinkster & Goedmakers, 1975
- Gammarus minus Say, 1818
- Gammarus mladeni Karaman & Pinkster, 1977
- Gammarus monospeliensis Pinkster, 1972
- Gammarus montanus Hou, Li & Platvoet, 2004
- Gammarus mucronatus Say, 1818
- Gammarus murarius Hou & Li, 2004
- Gammarus nekkensis Uchida, 1935
- Gammarus ninglangensis Hou & Li, 2003
- Gammarus nipponensis Uéno, 1940
- Gammarus nox Stock, 1995
- Gammarus nudus Martynov, 1931
- Gammarus obnixus Karaman & Pinkster, 1977
- Gammarus obruki Özbek, 2012
- Gammarus oceanicus Segerstråle, 1947
- Gammarus ocellatus Martynov, 1930
- Gammarus ochridensis (Schäferna, 1926)
- Gammarus odaensis Lee & Kim, 1980
- Gammarus odettae Mateus & Mateus, 1990
- Gammarus oeningensis Heer, 1865†
- Gammarus orinos Pinkster & Schol, 1984
- Gammarus oronticus Alouf, 1979
- Gammarus osellai Karaman & Pinkster, 1977
- Gammarus pageti Mateus & Mateus, 1990
- Gammarus palustris Bousfield, 1969
- Gammarus parechiniformis G. Karaman, 1977
- Gammarus paricrenatus Stock, Mirzajani, Vonk, Naderi & Kiabi, 1998
- Gammarus parthicus Stock, Mirzajani, Vonk, Naderi & Kiabi, 1998
- Gammarus paucispinus Hou & Li, 2002
- Gammarus pavlovici
- Gammarus pavo Karaman & Pinkster, 1977
- Gammarus paynei Delong, 1992
- Gammarus pecos Cole & Bousfield, 1970
- Gammarus pellucidus Gurjanova, 1930
- Gammarus pexus Hou & Li, 2005
- Gammarus platvoeti Hou & Li, 2003
- Gammarus pljakici G. Karaman, 1964
- Gammarus plumipes Mateus & Mateus, 1990
- Gammarus praecyrius Derzhavin, 1941†
- Gammarus preciosus Wang, Hou & Li, 2009
- Gammarus pretzmanni Mateus & Mateus, 1990
- Gammarus proiectus Stock, Mirzajani, Vonk, Naderi & Kiabi, 1998
- Gammarus pseudoanatoliensis Karaman & Pinkster, 1987
- Gammarus pseudolimnaeus Bousfield, 1958
- Gammarus pseudosyriacus Karaman & Pinkster, 1977
- Gammarus pulex Linnaeus, 1758
- Gammarus qiani Hou & Li, 2002
- Gammarus rambouseki S. Karaman, 1931
- Gammarus retzi Maikovsky, 1941†
- Gammarus rifatlensis Fadil, 2006
- Gammarus riparius Hou & Li, 2002
- Gammarus roeselii Gervais, 1835
- Gammarus rouxi Pinkster & Goedmakers, 1975
- Gammarus salemaai G. Karaman, 1985
- Gammarus salinus Spooner, 1947
- Gammarus sepidannus Zamanpoore, Poeckl, Grabowski & Schiemer, 2009
- Gammarus setosus Dementieva, 1931
- Gammarus shanxiensis Barnard & Dai, 1988
- Gammarus shenmuensis Hou & Li, 2004
- Gammarus sichuanensis Hou, Li & Zheng, 2002
- Gammarus sinuolatus Hou & Li, 2004
- Gammarus sirvannus Hekmatara, Sari & Baladehi, 2011[2]
- Gammarus sketi G. Karaman, 1989
- Gammarus sobaegensis G. Karaman, 1984
- Gammarus solidus G. Karaman, 1977
- Gammarus songirdaki G. Karaman, 1984
- Gammarus soyoensis Lee & Kim, 1980
- Gammarus spelaeus Martynov, 1931
- Gammarus spinipalmus (Chen, 1939)
- Gammarus spooneri G. Karaman, 1991
- Gammarus stagnarius Hou, Li & Morino, 2002
- Gammarus stalagmiticus Hou & Li, 2005
- Gammarus stankokaramani G. Karaman, 1976
- Gammarus stojicevici (S. Karaman, 1929)
- Gammarus stupendus Pinkster, 1983
- Gammarus subtypicus Stock, 1966
- Gammarus suifunensis Martynov, 1925
- Gammarus syriacus Chevreux, 1895
- Gammarus takesensis Hou, Li & Platvoet, 2004
- Gammarus taliensis Shen, 1954
- Gammarus tauricus Martynov, 1931
- Gammarus teletzkensis Martynov, 1930
- Gammarus tigrinus Sexton, 1939
- Gammarus topkarai Özbek & Balik, 2009
- Gammarus translucidus Hou, Li & Li, 2004
- Gammarus troglophilus Hubricht & Mackins, 1940
- Gammarus truncatus Martynov, 1930
- Gammarus turanus Martynov, 1935
- Gammarus uludagi G. S. Karaman, 1975
- Gammarus unguiserratus Costa, 1853
- Gammarus ustaoglui Özbek & Guloglu, 2005
- Gammarus varsoviensis Jazdzewski, 1975
- Gammarus vignai Pinkster & Karaman, 1978
- Gammarus wangbangensis Lee & Seo, 1990
- Gammarus wautieri Roux, 1967
- Gammarus wilkitzkii Birula, 1897
- Gammarus xiangfengensis Hou & Li, 2002
- Gammarus zaddachi Sexton, 1912
- Gammarus zagrosensis Zamanpoore, Poeckl, Grabowski & Schiemer, 2009
- Gammarus zeongogensis Lee & Kim, 1980